# Močvirski tulipan
Močvirski tulipan ali močvirska logarica (znanstveno ime Fritillaria meleagris) je rastlina iz družine lilijevk, ki raste v Evropi. Prepoznamo jo po cvetovih s šestimi venčnimi listi v obliki zvona, obrnjenih navzdol in obarvanih v značilnem škrlatno-rdečem vzorcu šahovnice. Posamezni primerki lahko imajo tudi bele cvetove. Listi so dolgi in ozki, nameščeni premenjalno okoli stebla. 
Močvirski tulipani rastejo le na zelo vlažnih rastiščih, največkrat v močvirnih predelih, vlažnih travnikih in drugih vlažnih mestih po vsej celini, od zahodne Evrope do Kavkaza. Cvetijo konec marca in v začetku aprila. Zaradi svoje vezanosti na vlažna rastišča je vrsta predvsem v zahodni Evropi ogrožena, saj prihaja do izgube habitatov zaradi izsuševanja in obdelovanja močvirij. V nekaterih državah je že zelo redka. V Sloveniji raste močvirski tulipan le še na Ljubljanskem barju, v Krakovskem gozdu in na severovzhodu države. Vrsta je v Sloveniji zaščitena po Uredbi o zavarovanih prosto živečih rastlinskih vrstah in kot prizadeta vrsta uvrščena v Rdeči seznam praprotnic in semenk. Kljub temu jo ogrožajo ljudje tudi z nabiranjem za šopke.
Vrstno ime rastline izhaja iz vrstnega imena pegatke (Numida meleagris), saj je vzorec obarvanosti podoben vzorcu na bokih te ptice. Močvirski tulipan je strupen zaradi alkaloidov, ki jih vsebuje, zato ima v angleško govorečih območjih mnogo imen, ki nakazujejo smrt - Deathbell (mrtvaški zvonec), Madam Ugly (gospa grda), Widow's Veil (vdovina tančica), Sullen Lady (čemerna dama) ipd. Nasprotno je na Hrvaškem, kjer je močvirski tulipan znan pod imenom kockavica, njegov vzorec pa povezujejo z rdeče-belo šahovnico, nacionalnim simbolom Hrvaške. V Sloveniji je močvirski tulipan upodobljen na grbih občin Brezovica, Dobrovnik, Ig, Trnovska vas in Trzin.
Podobna vrsta je gorska logarica (Fritillaria orientalis), ki pa ima bolj rjavkast cvet, drugače nameščene liste in raste na izrazito suhih rastiščih.

## Galerija
- Venčni listi od blizu
- Močvirska tulipana z belim in normalno obarvanim cvetom
- Sestoj močvirskih tulipanov z belimi cvetovi
- Vzdolžno prerezan cvet
- Močvirski tulipan od blizu
- Močvirski tulipan v Nedelici
- Močvirski tulipan na kupu
- Veličastni močvirski tulipan